# Dimitri Iván Ivanoff
Dimitri Iván Ivanoffi  fue un militar y legionario español que alcanzó el grado de Teniente. Estuvo implicado en 1934 en la muerte de Luis de Sirval, periodista.

## Juicio y consecuencias
Fue defendido por el abogado Ramón Prieto Bances, exministro de Instrucción Pública. Según sentencia conocida el 7 de agosto de 1935, el teniente legionario Dimitri Iván Ivanoff fue condenado a seis meses y un día de arresto y a un pago de 15 000 pesetas como compensación a la familia de Sirval.

## Medalla militar
A título póstumo, se le concedió la Medalla Militar individual en marzo de 1939. Según el Boletín Oficial, Ivanoff había ingresado como reenganchado en la Legión en octubre de 1920, y obtuvo todos sus empleos por méritos de guerra. Participó en la Guerra civil española especialmente en los sectores de Granada, Lucillos, Talavera, y por fin, en la operación efectuada sobre el Campamento de Carabanchel en noviembre de 1936, donde intentó, con un pelotón de su sección, apoderarse de un tanque enemigo que obstruía la carretera de Alcorcón al Campamento, resultando en esta acción herido de tal gravedad que falleció en el Hospital Militar -posiblemente el de Getafe- a consecuencia de estas heridas.